# Undish
Undish – polska grupa muzyczna wykonująca rock gotycki. Powstała w 1991 roku w miejscowości Oborniki, pod nazwą Graviora Manent prezentując thrash oraz death metal.
Zespół powstał w składzie Robert Baum, Michał Christoph, Michał Branny oraz Dariusz Wąs. W 1995 roku grupa zapoczątkowała zmianę stylu wykonywanej muzyki na obecny, w dwa lata później do grupy dołączył Gracjan Jeran. Wkrótce potem z zespołu odeszli Michał Branny oraz Dariusz Wąs którego zastąpił Andrzej Walensiak.
Pierwsze wydawnictwo grupy pt. ...acta est fabula ukazało się w 1997 roku z początkowo gościnnym udziałem Ady Szaraty, która pozostała wkrótce stałym członkiem grupy. Wydawnictwo było promowane podczas koncertów w Niemczech, Szwajcarii i Austrii wraz z grupami Saviour Machine, Theatre of Tragedy, Alastis oraz Aion.
Dwa lata później ukazał się drugi album grupy zatytułowany Letters From the Earth z gościnnym udziałem instrumentalisty klawiszowca Macieja Niedzielskiego znanego z występów grupie Artrosis. Album był promowany m.in. podczas koncertów w Polsce, zespół wystąpił również w studiu polskiego radia im. Agnieszki Osieckiej w Warszawie.
Ostatni album formacji zatytułowany A Gift of Flying ukazał się w 2005 roku. Wkrótce potem zespół zaprzestał działalności.

## Muzycy
Obecny skład zespołu
- Robert Baum – perkusja, śpiew
- Michal Christoph – gitara, syntezator gitarowy, instrumenty klawiszowe
- Ada Szarata – śpiew
- Andrzej Walensiak – gitara basowa
- Gracjan Jeran – gitara

Byli członkowie zespołu
- Darek Wąs – gitara basowa
- Michał Branny – gitara

## Dyskografia
- Pain (1991, Demo)
- Moving Pictures (1994, Demo)
- ...acta est fabula (1997, LP)
- Letters From the Earth (1999, LP)
- Różni wykonawcy – Moonlight Cathedral (2004, kompilacja)
- Różni wykonawcy – In Goth We Trust (2004, kompilacja DVD)
- A Gift of Flying (2005, LP)